# Guitar Crusher

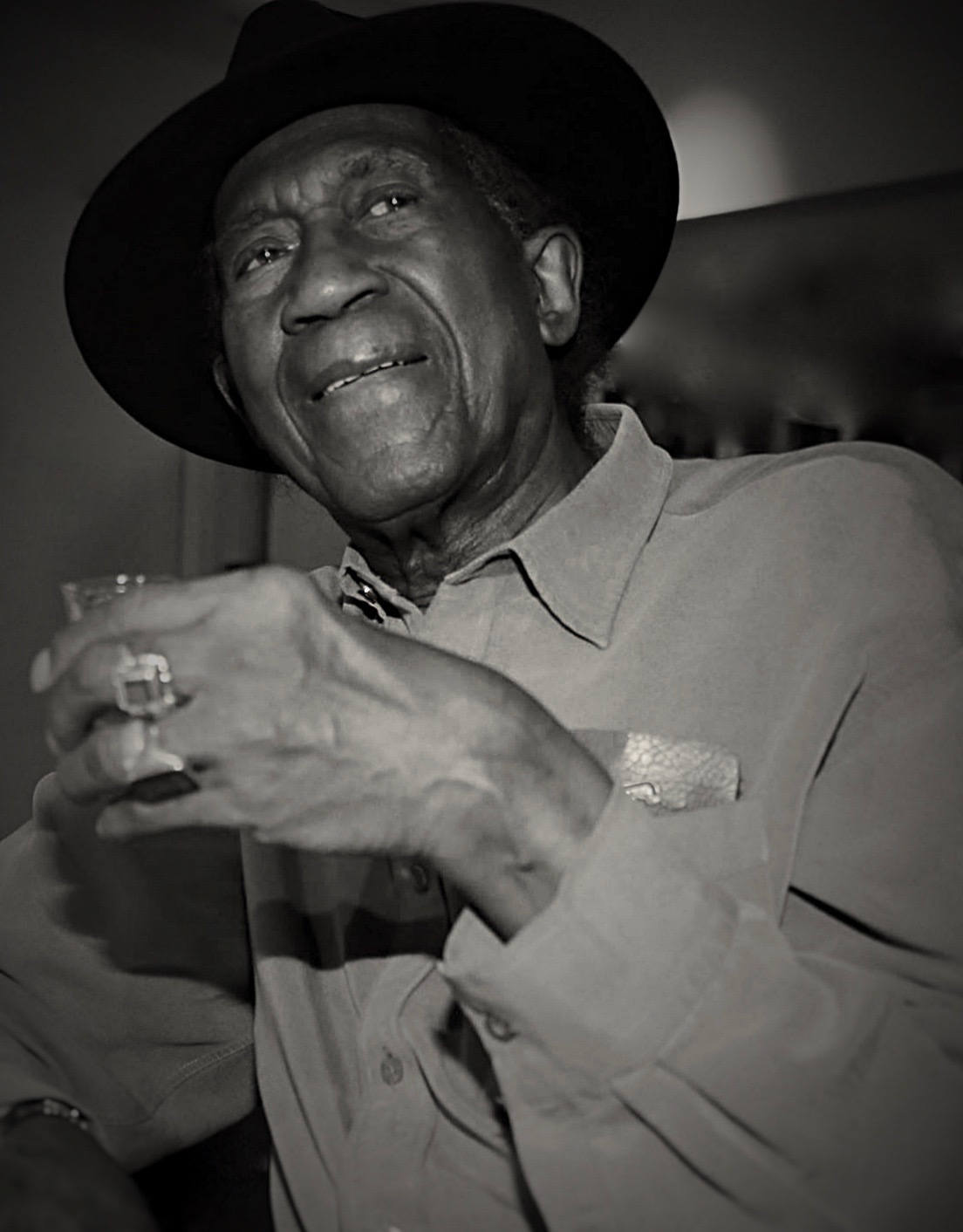
Guitar Crusher, 2015

Sidney „Guitar Crusher“ Selby (auch bekannt als „Bone Crusher“; * 28. Juli 1931 in Hyde County, North Carolina; † 23. September 2020 in Berlin) war ein US-amerikanischer, in Deutschland lebender Bluesmusiker.

## Leben
Als Junge sang Selby in der Kirche im Chor der Mt. Pilgrim Baptist Church den Bariton.
Mit 15 ging er nach New York, um eine Karriere als Blues- und Gospel-Musiker – fern von den eher konservativen Vorstellungen der Großeltern – anzustreben. 1960 entstand seine erste Single, Cuddle Up, auf seinem eigenen Label T&S. Weitere Singles für Bethlehem, King, Blue Horizon und CBS-Columbia folgten, und auch die Presse wurde auf ihn aufmerksam. Seinen Spitznamen „Guitar Crusher“ erhielt er, da er als Rausschmeißer in einem New Yorker Club mitunter zu ungewöhnlichen Methoden griff: Randalierende Gäste beförderte er einmal mit seiner Gitarre als „Schlagstock“ vor die Türe.
Von New York aus ging er auf verschiedene Tourneen, unter anderem mit Ben E. King, den Drifters und den Isley Brothers. Seine eigene Band hieß „The Gospel Wings“. Danach gründete er „The Midnight Rockers“, die sich später in „The Houserocking Mellotones“ umbenannten.
1982 kam er mit Nick Katzman nach Europa, wo man ihm den Namen „The Big Voice from New York“ gab. Dort spielte er auf vielen großen Festivals mit europäischen und US-amerikanischen Künstlern, wie Katie Webster, Reggie Moore, EB Davis, „Detroit“ Gary Wiggins und Chris Rannenberg, unter anderem im Berliner Blues Café, und wurde somit zum festen Bestandteil der europäischen Blues-Szene.
2013 erschien die von Studenten der Fakultät Digitale Medien der Hochschule Furtwangen gedrehte Dokumentation The Big Voice from New York: Guitar Crusher – a Biography. Kurz vor seinem Tod spielte er in der Fernsehserie „Babylon Berlin“ (1. Staffel, Folge 8) einen Blues-Sänger in einem Nachtclub. Zwei seiner Songs („Nobody Knows How You Soothe Me“ & „Cuddle Up“) sind im offiziellen Soundtrack der Serie enthalten.

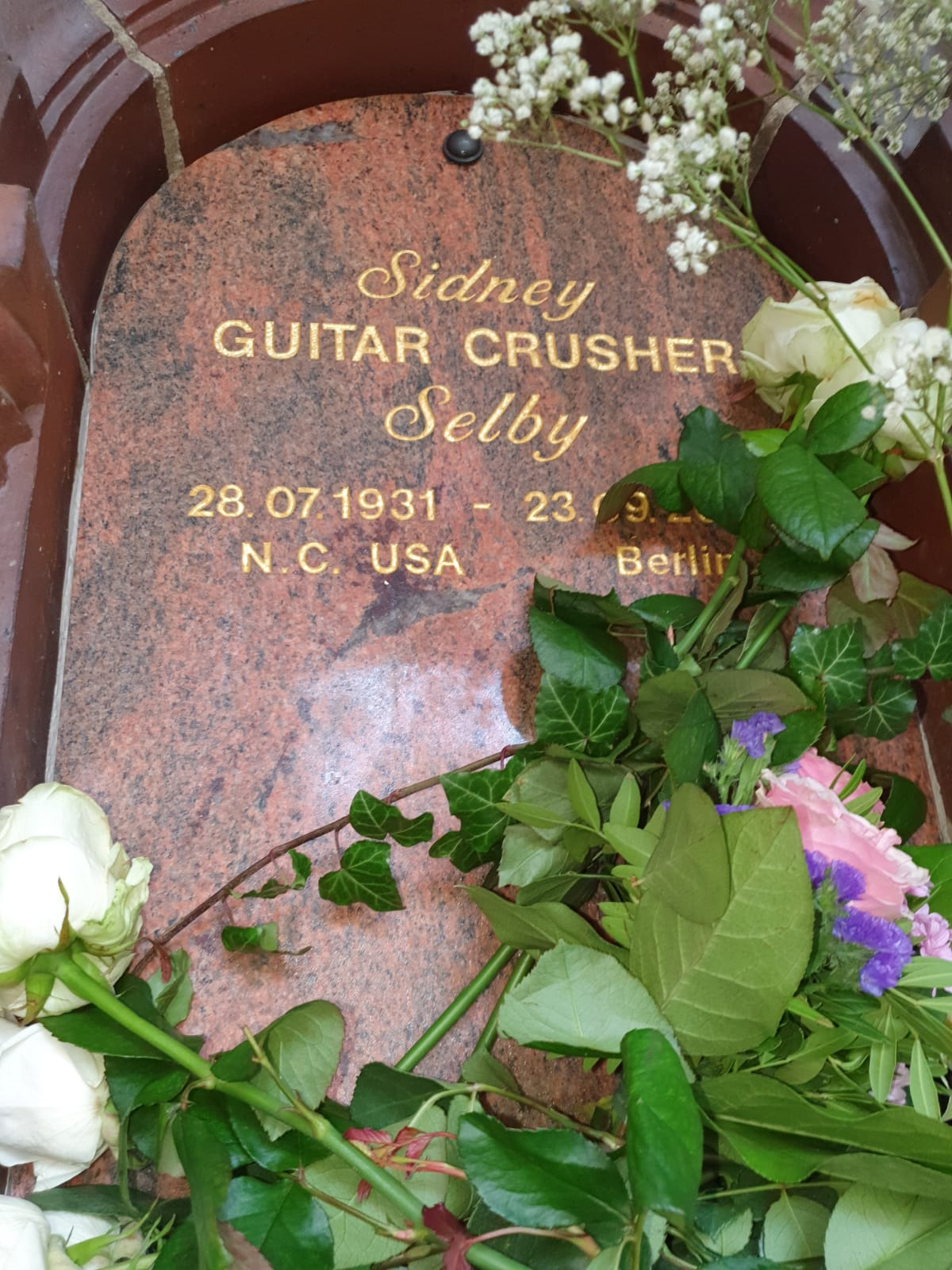

Guitar Crusher galt bereits zu Lebzeiten als Legende und seinen Alben wird Sammlerwert zugeschrieben. Selby war mit Mara von Hartz-Selby verheiratet, die auch sein Management leitete. Sein Enkel ist Sidney Selby III, bekannt unter dem Künstlernamen Desiigner. Guitar Crusher wurde auf dem "Künstlerfriedhof", Friedhof Schöneberg III, Stubenrauchstraße in Berlin bestattet (im Columbarium, Abteilung 37, Nische 186).

## Diskografie

### Alben
- Live at Quasimodo Berlin (CD) Sidney Selby and Orchestra feat. Benny Bailey trumpet (D 1989)
- I Can Do Bad By Myself (LP) Jack McDuff, Bruce „Bud“ Revels Jr., Melvin Sparks Hassan (D 1990)
- Blues From The Heart (CD) Originals Live + Studio Recordings (D 1990)
- Googa Mooga (CD) New York „Wild“ Jimmy Spruill, Charles „Honeyboy“ Otis, W. Bridges a. o. (D 1993)
- Message To Man (CD) Black Cat Bone, feat. Alvin Lee, C. Owens, Produced by C. Owens (D 1995)
- How I Feel (CD) Rolling Dollar, feat. Tyree Glenn Jr. Ten. sax, T. Harris dr. a. o. (D 1999)
- Sidney „Guitar Crusher“ Selby (CD): Live at Yorkschlösschen – Soul Session with The Rudy Stevenson Band (D 1999)
- Blues With A Feeling (CD) Guitar Crusher & The Kloeber Bros. (D 2004)
- Blast From The Past (CD) (D 2009) – Best of Guitar Crusher
- Cooking Live! (CD) Guitar Crusher meets BLOSSBLUEZ (D 2018)

### Kompilationen
- In Our Own Way… Oldies but Goodies (LP) (UK 1970)
- Boogie On Broadway (LP) (198? HOL)
- Lookey Dookey (LP) (19??)
- Savage Kick, Vol. 2 – Black Rock’n’Roll (LP) (UK 19??)
- Talking Trash! Lookey Dookey (CD) (UK 1997)
- The Blue Horizon Story 1965–1970, Vol. 1 (3-CD) (1997)
- Fresh Blues, Vol. 2 – The Inak Blues Connection (CD) (1998)
- Shout Bamalama (CD) (UK 1999)
- Old Town City Blues (CD) (US 2000)
- Stompin’ 4 (CD) (UK 2001)
- Rhythm & Blues Goes Rock & Roll, Vol. 2 (CD) (D 2002)

### Singles
- Guitar Crusher & The Houserocking Mellotones: I’ve Got To Know / Cuddle Up (USA 1961)
- Guitar Crusher & The Houserocking Mellotones: I Feel The Pain / I Once Loved You Baby (USA 1962)
- Guitar Crusher & The Houserocking Mellotones: Itch With Me / The Monkey (USA 1962)
- Guitar Crusher: Better Days Ahead / Weak For Your Love (USA 1963)
- Guitar Crusher: I Can’t Help It / Why Oh Why (USA 1963)
- Guitar Crusher with Jimmy Spruill Orchestra: Since My Baby Hit the Numbers / Hambone Blues (USA 1969)
- Guitar Crusher: I Catch Your Tears / Goin’ Down Slow (USA 1969)

## Belege
1. ↑  Bernd Peters: Er war eine Urgewalt – Sidney "Guitar Crusher" Selby ist tot. In: Badische Zeitung, 25. September 2020. Abgerufen am 25. September 2020.
2. ↑  Nielsen Business Media Inc: Billboard. Nielsen Business Media, Inc., 6. Mai 1967 (google.de [abgerufen am 20. Oktober 2016]).
3. ↑  Nielsen Business Media Inc: Billboard. Nielsen Business Media, Inc., 15. März 1969 (google.de [abgerufen am 20. Oktober 2016]).
4. 1 2 3  Michael Rauhut: Ich hab den Blues schon etwas länger: Spuren einer Musik in Deutschland. Ch. Links Verlag, 2008, ISBN 978-3-86153-495-2, S. 202 (google.de [abgerufen am 20. Oktober 2016]).
5. ↑  David Evans: Ramblin' on My Mind: New Perspectives on the Blues. University of Illinois Press, 2010, ISBN 978-0-252-09112-4 (google.de [abgerufen am 20. Oktober 2016]).
6. ↑  Edward Komara, Peter Lee: The Blues Encyclopedia. Routledge, 2004, ISBN 978-1-135-95831-2 (google.de [abgerufen am 20. Oktober 2016]).
7. ↑  Michael Rauhut: Ein Klang – zwei Welten: Blues im geteilten Deutschland, 1945 bis 1990. transcript Verlag, 2016, ISBN 978-3-8394-3387-4 (google.de [abgerufen am 20. Oktober 2016]).
8. ↑  Living Blues. Living Blues Publications., 1. Januar 1983 (google.de [abgerufen am 20. Oktober 2016]).
9. ↑  Guitar Crusher: Dokumentarfilm geplant – de. In: www.bluesnews.de. Archiviert vom Original (nicht mehr online verfügbar) am 20. Oktober 2016; abgerufen am 20. Oktober 2016.  Info: Der Archivlink wurde automatisch eingesetzt und noch nicht geprüft. Bitte prüfe Original- und Archivlink gemäß Anleitung und entferne dann diesen Hinweis.
10. ↑  The Big Voice From New York – GUITAR CRUSHER (Trailer 2012). In: Vimeo. Abgerufen am 20. Oktober 2016.
11. ↑  Dave Thompson: The Music Lover’s Guide to Record Collecting. Backbeat Books, 2002, ISBN 978-1-61713-202-5 (google.de [abgerufen am 20. Oktober 2016]).
12. ↑  Meet Desiigner’s Biggest Influence: His Legendary "Guitar Crusher" Grandpa. In: PigeonsandPlanes. (pigeonsandplanes.com [abgerufen am 20. Oktober 2016]).
13. ↑  JUICE: Desiigner – Behind The Hype // Feature. In: JUICE MAGAZIN – HipHop & Rap. Abgerufen am 21. Oktober 2016.

| Personendaten    | Personendaten                                   |
| ---------------- | ----------------------------------------------- |
| NAME             | Crusher, Guitar                                 |
| ALTERNATIVNAMEN  | Selby, Sidney (wirklicher Name)                 |
| KURZBESCHREIBUNG | amerikanischer Soul- und Bluesmusiker           |
| GEBURTSDATUM     | 28. Juli 1931                                   |
| GEBURTSORT       | Hyde County, North Carolina, Vereinigte Staaten |
| STERBEDATUM      | 23. September 2020                              |
| STERBEORT        | Berlin                                          |